# Жолудь, Александр Михайлович
Александр Михайлович Жолудь (укр. Олександр Жолудь; 22 апреля 1951, Муром, Владимирская область, РСФСР) — российский и украинский художник-авангардист, педагог.

## Биография
Родился 22 апреля 1951 года в городе Муроме, во Владимирской области в семье военнослужащего.
Тягу к рисованию в мальчике поддерживала мать, в 13 лет подарившая ему учебные масляные краски. Рисованию обучался в художественной студии под руководством Михаила Лёвина, который выделял молодого студийца за нестандартное чувство цвета, советуя родителям будущего художника отдать сына учиться живописи. Однако, отец, желая сыну стабильного положения в жизни, заставляет его пройти медкомиссию и готовиться к поступлению в военное училище.
В 1968 году, после окончания школы, Александр отправляется в Харьков, где поступает в Харьковский художественно-промышленный институт на факультет художественного конструирования (обучался у А.Мартынца). Родители приняли выбор сына, хотя скепсис отца по поводу выбранной профессии сохранился на всю жизнь. В институте первоначальный восторг от поступления к концу первого курса сменился разочарованием в связи с малым количеством часов живописи и рисунка. После окончания первого курса Александр пишет письмо во Львовский институт декоративно-прикладного искусства на предмет перевода (ответ — поступление на общих основаниях). После окончания второго курса хотел перевестись на отделение монументально-декоративной живописи. Показал большое количество творческих работ, но, несмотря на обещание перевода, его не перевели. Во время обучения в институте интенсивная творческая работа позволила Александру сделать две персональные выставки в стенах института в 1970 и в 1972 годах (факт по тем временам исключительный). На открытии выставки в 1970 года в фойе старого корпуса Александр Жолудь явился в оранжевых джинсах, сшитых из плотной скатерти и в ярко-красной вязанной кофте, которую любезно ему одолжила студентка старшего курса Кира Гаврилова. Подобный наряд дополнял яркую формальную живопись, развешанную на стенах и не остался без внимания зрителей и особенно ректора — Михаила Александровича Шапошникова. На выставке были представлены натюрморты, автопортреты и пейзажи, выполненные в экспериментальной манере не имеющей ничего общего ни с учебной, ни с традиционной живописью. Анализ и изучение натуры, её трансформация, изучение фактуры, текстуры, ритмики, кубистического разложения объекта, импрессионистическое дробление цвета и решение больших цветовых масс пристально изучаются в творческих работах. Присущий жизненный дуализм заставляет постоянно обращаться к великим Леонардо, Пуссену, Рембрандту. Эксперимент и традиция изучаются вместе.
Защитив диплом, 6 июля 1973 года художник женится на Слепцовой Ольге Ивановне и через 3 дня после свадьбы уезжает в Киев для прохождения воинской службы в армии. После окончании службы в армии в 1974 году по распределению устраивается на Харьковский тракторный завод (ХТЗ) в дизайн-бюро, где участвует в проектной разработке трактора Т-250, читает лекции по современному дизайну и искусству. Все свободное время продолжает заниматься живописью и графикой, много читает и анализирует творчество различных мастеров и школ.
В 1977 году уходит с завода и, проработав полгода на стадионе ХТЗ художником, поступает в Харьковское отделение худфонда Украины в оформительский цех, где выполняет проектные и монументальные работы.
В 2007 году приглашён в Харьковскую государственную академию дизайна и искусств преподавателем живописи на кафедру графического дизайна. Разрабатывает авторскую методику преподавания проектной живописи для 4-х и 5-х курсов специализации «Графический дизайн», основываясь на изучении и анализе различных пластических школ и творческих работ ведущих мировых дизайнеров.
В 2009—2010 годах директором музея частных коллекций Марией Безнощенко-Лучковской снято на видео ряд интервью с художником.

## Выставки
- 1973 — будучи на дипломе, участвует двумя работами в областной выставке в художественном музее. В газетном очерке, комментирующем выставку, отмечая цветовые данные молодого художника, его упрекают в отсутствии желания отображать реальную жизнь (на выставке были показаны два пейзажа: «Город Муром осенью» и «Весна, последний снег»).
- 1987 — первая персональная выставка в картинной галерее г. Краснограда, Харьковской области. И в этом же году Александра Жолудя принимают в союз художников СССР.
- 1987 — участие в выставке живописи в г. Познань, Польша (каталог) и в выставке графики в г. Лиль, Франция.
- 1990 — приглашен для участия в выставке «Украинская живопись XX столетия» в государственном музее Украинского искусства, г. Киев — 4 2-метровых холста; знакомится с Киевскими и Одесскими художниками.
- 1991—1993 — по частному приглашению выезжал в Германию, где творчески работал и устраивал персональные выставки. Жил в Мюнхене, Покинге, Берлине.
- 1994 — приглашен для участия в выставке «Франция — Украина транзит» в харьковском художественном музее.
- 1997 — начинает выставляться в США
- 1997—1998 — Bixler gallery (Straudsburg)
- 2000 — Музей современного русского искусства (Джерси-сити)
- 2001 — Inter Art Gallery
- 2002 — «Искусство синтеза», Музей современного русского искусства (Джерси-сити), центральный дом художника, Москва, Россия
- 2002 — в харьковской галерее «АВЭК» состоялась персональная выставка (совместно с сыном Александром). На выставке была представлена живопись последних лет и графика.
- 2003 — В галерее «Академия», г. Харьков, состоялась персональная выставка рисунков, пастелей, монотипий и гуашей.
- 2004 — на большом смотре харьковской школы живописи «Від серця до серця» в национальном художественном музее г. Львова на фоне общей экспозиции была показана персональная выставка Александра Жолудя вместе с аналогичными выставками художников В. Гонтарова и В. Куликова.
- 2007 — регулярно участвует в 2-х ежегодных выставках: выставке приуроченной ко дню художника и в рождественской.
- 2010 галерея современного искусства «АС» организовывает масштабную выставку-акцию «Транзит XX-XXI» в которой участвуют 9 живописцев и скульпторов. Александр Жолудь выставляет 7 крупноформатных холстов.
- 2011 — галерея современного искусства «АС» совместно с торгово-культурным центром «AVE-Plaza» проводит выставку коллекции известного харьковского коллекционера современного искусства академика В. В. Еременко на которой Александр Жолудь представлен заметной работой «Натюрморт с черными кофейниками». Художник даёт интервью харьковскому телевидению.

## Собрания
- 1989 — американский галерист Эдуард Нахамкин, приехав на Украину, приобрёл 14 крупноформатных холстов, выставляемых в галереях Нахамкина в Нью-Йорке и Сан-Франциско.
- 2012 — музей современного искусства в г. Киеве приобрёл в постоянную коллекцию 3 холста.

## Семья
- Отец — Михаил Порфирьевич Жолудь (1920—1995) — украинец (родился в селе Крижчено, Запорожской области), военнослужащий. Проживал в Муроме по адресу ул. Свердлова, 31 в одноэтажном бревенчатом доме барачного типа (ныне не существует), затем семья переехала в двухэтажный дом в 2 комнаты на втором этаже, по адресу ул. Свердлова, 30, и в 1965 году получил квартиру на ул. Артема, 1А, кв. 10.
- Мать — Жолудь (Липунцова) Вера Ивановна — русская, родилась в 1920 г. в Тамбовской области в семье купца первой гильдии.
- Брат — Владимир — военнослужащий (на пенсии), проживает в г. Минске, Республика Беларусь
- Жена — Ольга Ивановна (урождённая Слепцова), в браке с 1973 года.